# Antoine Clamaran

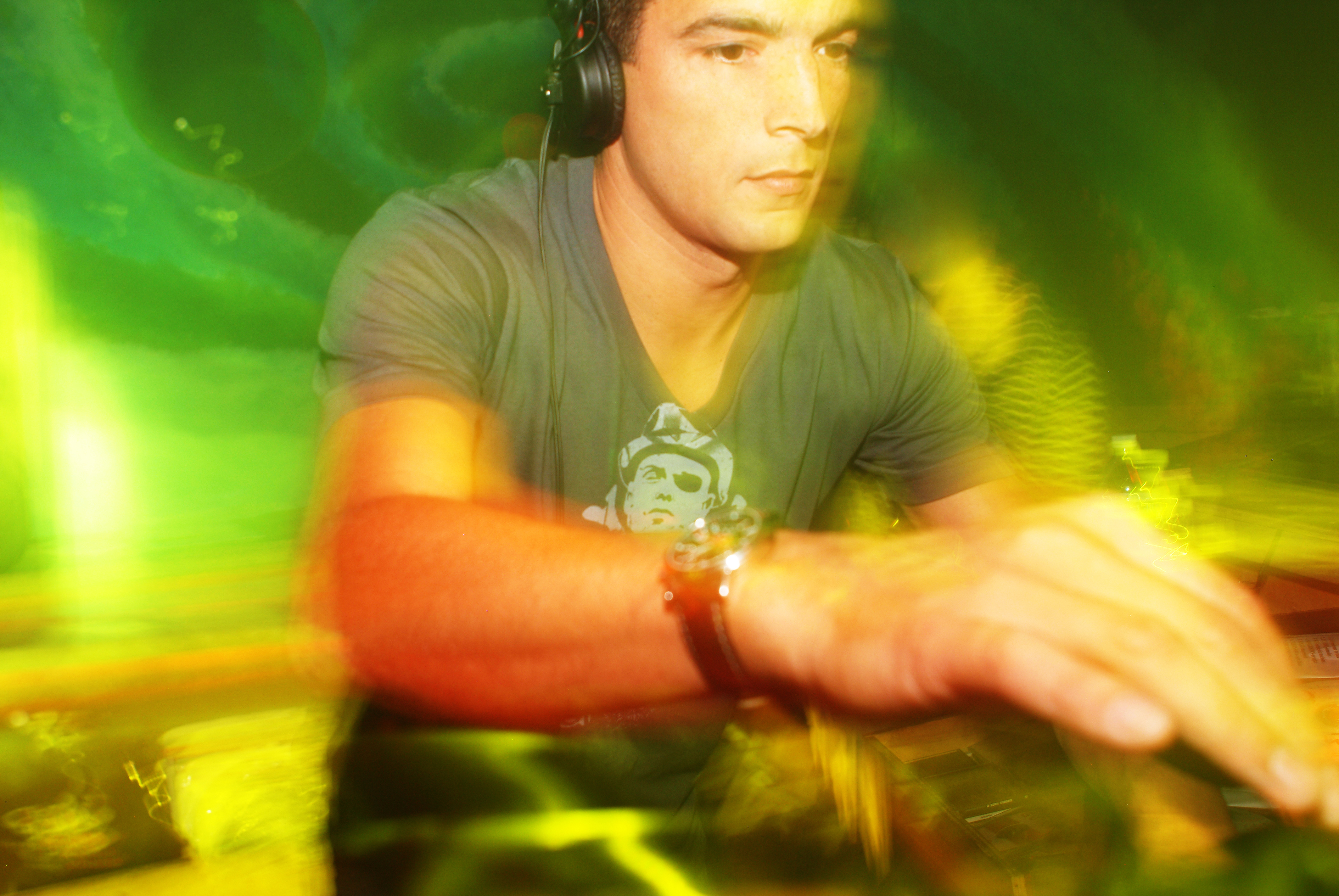
Antoine Clamaran, 2007

Antoine Clamaran (* 8. November 1964 in Neuilly-sur-Seine, Frankreich) ist ein französischer House-Produzent und DJ.

## Leben und Karriere
In den frühen 1990er-Jahren spielte Clamaran beim Pariser Radiosender Maximum FM. Später folgten Engagements als DJ in zahlreichen Clubs, unter anderem als Resident-DJ im Pariser Club Palace.
Ab Mitte der 1990er-Jahre folgten erste Singles und EPs unter verschiedenen Projektnamen wie 400 Hz, D-Plac, Disco Platino oder O Mega, die oft in Zusammenarbeit mit dem Produzenten Laurent Pautrat entstanden. Mehrere Veröffentlichungen stiegen in die französischen Charts ein.
Sein Debütalbum Release Yourself wurde 2002 auf Universal Records veröffentlicht.

## Diskografie (Auswahl)

### Alben
- 2002: Antoine Clamaran – Release Yourself (Universal Records)
- 2003: Antoine Clamaran – Congos Tools Vol. 1 (Congos Records)
- 2007: Antoine Clamaran – The Best Of (Sony Music Entertainment)
- 2008: Antoine Clamaran – Inside (Dos Or Die)
- 2009: Antoine Clamaran – Spotlight (Sony Music Entertainment)

### Singles und EPs
- 1996: O Mega feat. Adrian Johnson – Come Into The Party (Polydor)
- 1995: D-Plac – Acif / Ottou (Blaise Record)
- 1995: 400 Hz – I've Got The Music In Me (North Records)
- 1995: D-Plac – A Cif (Dance Pool)
- 1997: 400 Hz – Don't You (Urban)
- 1997: Enchain – Weeping Cottonfields (North Records)
- 1998: Bubble Gum – Be Happy (Frisbeat Records)
- 1998: Bubble Gum – Look That (Scorpio Music)
- 1999: Antoine Clamaran Presents The Night – Energy (Velvet Music)
- 1998: O Mega – Peace & Harmony (Hot Tracks)
- 1998: O Mega – Dreaming Of A Better World (Atoll Music)
- 1999: O Mega – The Mission (Hot Tracks)
- 2000: Kolor – Landscape Wind (Basic Traxx Recordings)
- 2000: Vibration Inc. – Dr. Drum (Basic Traxx Recordings)
- 2000: Vibration Inc. – Loop of Drum (Basic Traxx Recordings)
- 2001: Antoine Clamaran – Sensation (Filtered Records)
- 2002: Antoine Clamaran feat. Lulu Hughes – Release Yourself (Ambassade Records)
- 2003: Antoine Clamaran – Let's All Chant (Discoball)
- 2005: Antoine Clamaran – Let's Get Together (Discoball)
- 2005: Disco Platino – The Summer (Update Records)
- 2008: Antoine Clamaran – One Week In Colombia (Congos Records)
- 2009: Antoine Clamaran – Gold (Clap Production)
- 2010: Antoine Clamaran feat. Soraya – Live Your Dreams (Sony Music Entertainment)
- 2011: Antoine Clamaran feat. Soraya – Stick Shift
- 2011: Antoine Clamaran feat. David Esse & Lulu Hugues – Deeper Love
- 2012: Antoine Clamaran feat Soraya & Vince M – Feeling You
- 2014: Antoine Clamaran – Breaking Into My Heart